# 真・恋姫†夢想-革命-
『真・恋姫†夢想-革命-』（しん・こいひめむそう かくめい）は、2017年にBaseSonより発売された18禁恋愛アドベンチャーゲーム3部作。
真・恋姫†無双 〜乙女繚乱☆三国志演義〜に真・恋姫†英雄譚シリーズ、及び本シリーズから初登場の追加キャラを加えた新装バージョン。各キャラのグラフィックも英雄譚仕様に一新されている。
イベントパートのキャラ選択は1周目は回数制限があるが、2周目以降は制限が撤廃される。メインシナリオをクリアすると外史ルートが蒼天の覇王は1編、孫呉の血脈、劉旗の大望は2編追加される。

## シリーズ作品

### 真・恋姫†夢想-革命- 蒼天の覇王
- 2017年発売。真・恋姫†無双の魏ルートがベース。

### 真・恋姫†夢想-革命- 孫呉の血脈
- 2018年発売。真・恋姫†無双の呉ルートがベース。孫堅が新規登場する関係上、真・恋姫†無双より前の年代となる黄巾の乱からスタートする。

### 真・恋姫†夢想-革命- 劉旗の大望
- 2019年発売。真・恋姫†無双の蜀ルートがベース。他、董卓、袁紹勢力以外の本作初登場となる漢帝国の面々も加わる為、実際には蜀+漢といった様相。この作品のみ、1周目からイベントパートにおける選択回数制限がない。各イベントパートにおいて、正式に仲間に加わっていない紫苑を真名で呼んでいたり、加わってすらいない翠が加わっているような描写があったりとストーリーに一部矛盾が生じている。

## スタッフ
- 企画・原案：
- 原画：
- シナリオ：
- 音楽：
- ディレクター：